# Rue du Général-Delestraint (Paris)
Pour les articles homonymes, voir rue du Général-Delestraint.
La rue du Général-Deslestraint est une rue du sud du 16e arrondissement de Paris dans le quartier d'Auteuil.

## Situation et accès

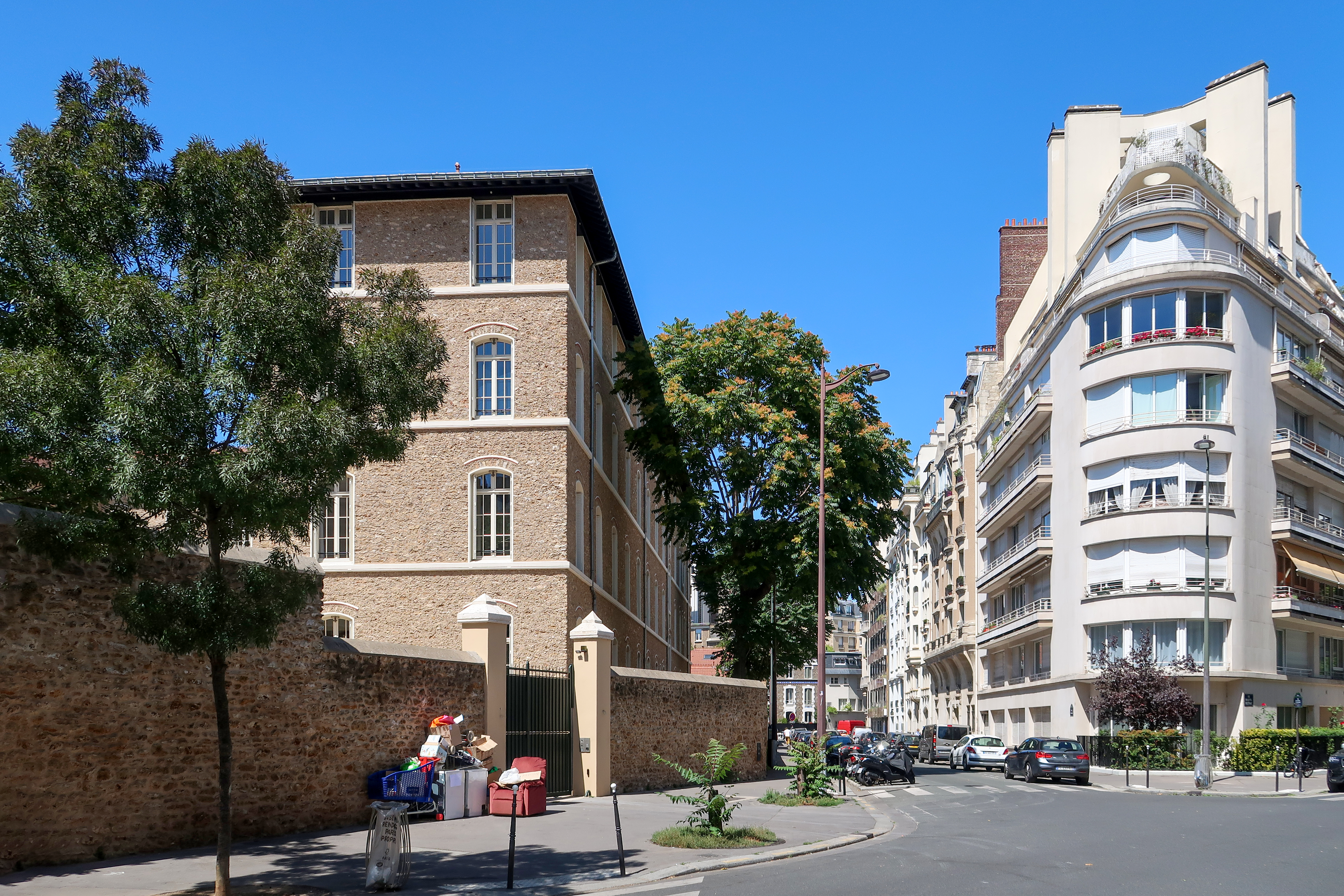
Rue de Varize.

La rue du Général-Delestraint est une voie publique située dans le 16e arrondissement de Paris. Elle débute au 77, boulevard Exelmans et finit aux 97-101, boulevard Murat, à l'angle de la place du Général-Stefanik. Elle est longue de 430 mètres, sur un axe nord-est/sud-ouest, et large d'une douzaine de mètres. Elle croise la rue de Varize.
Le quartier est desservi par la ligne 9 à la station Exelmans.

## Origine du nom
Elle est nommée en l'honneur du général français Charles Delestraint (1879-1945), résistant et fondateur de l'Armée secrète, mort en déportation à Dachau.

## Historique
La rue qui était précédemment une partie de la rue Erlanger, ouverte en 1869, prend sa dénomination actuelle par un arrêté le 11 juin 1954,.

## Bâtiments remarquables et lieux de mémoire
- Au croisement avec la rue de Varize se trouve le foyer Jean-Bosco, dont l'entrée principale se trouve au no 23 de cette rue (article où est détaillée l'histoire du site).
À ce niveau, sur le mur d'enceinte, est par ailleurs apposée une plaque commémorative de l'appel « À tous les Français » du général de Gaulle.
- No 36 : annexe de la maison de santé Mary-Jacobi[3] (site principal 11 rue de Varize)[4].
- No 46 : l'écrivain et journaliste Raoul Follereau y vécut de 1925 à 1977.
- No 55 : à l'angle avec le boulevard Murat (no 103), immeuble construit en 1920 par l'architecte Louis Favier pour le ferronnier d'art Edgar Brandt afin d'accueillir sa résidence et ses bureaux[5]. Si le bâtiment a depuis été modifié, de nombreuses ferronneries d'origine ont été conservées[6].
- No 58 : extension, réalisée en 1922 afin d'aménager un garage, de l'hôtel particulier construit par l'architecte Paul Guadet pour son usage personnel, dix ans plus tôt, au 95, boulevard Murat, dans le même pâté de maisons. Inscrit monument historique en 1986[7].

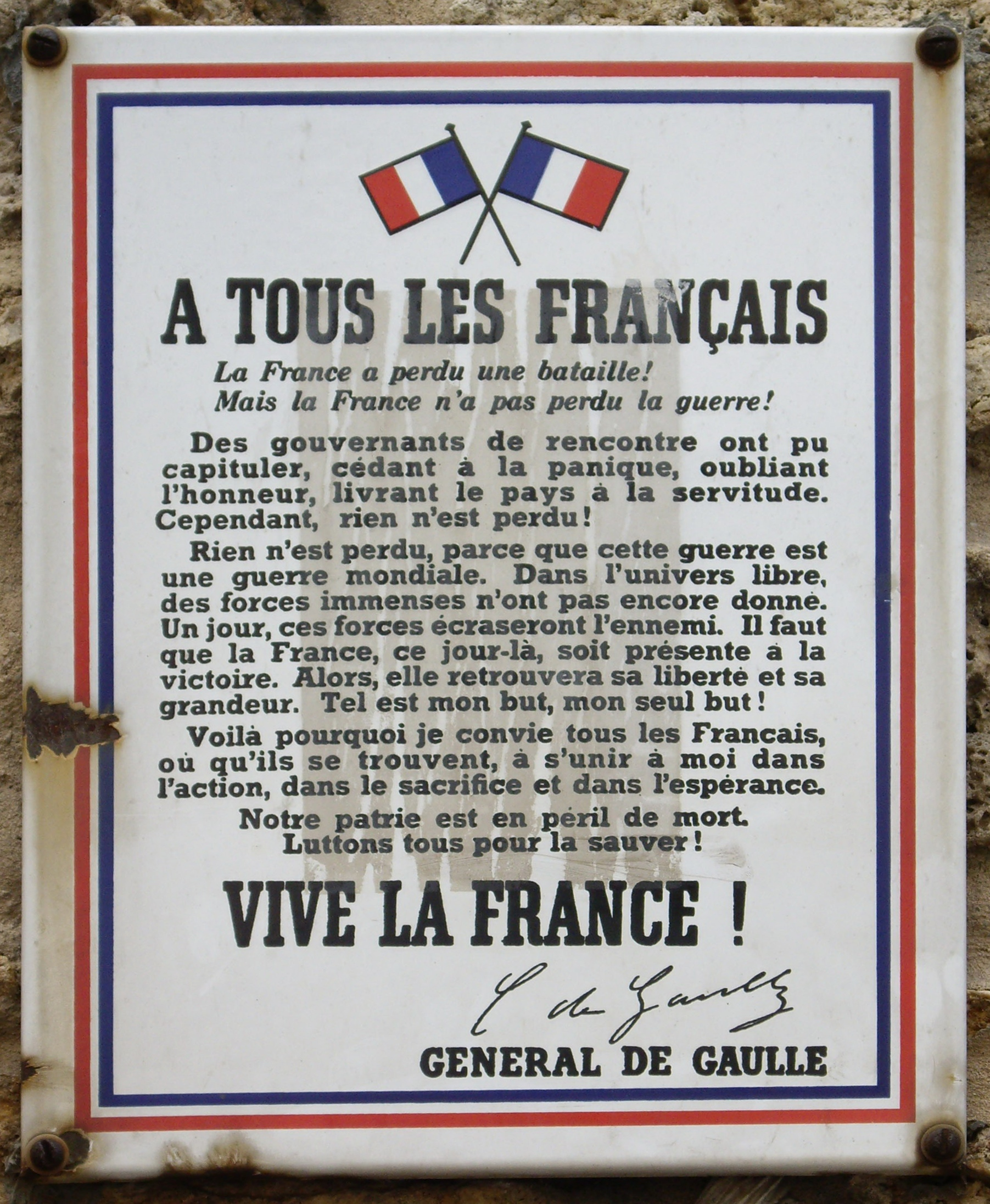
Plaque de l'appel « À tous les Français » du général de Gaulle.
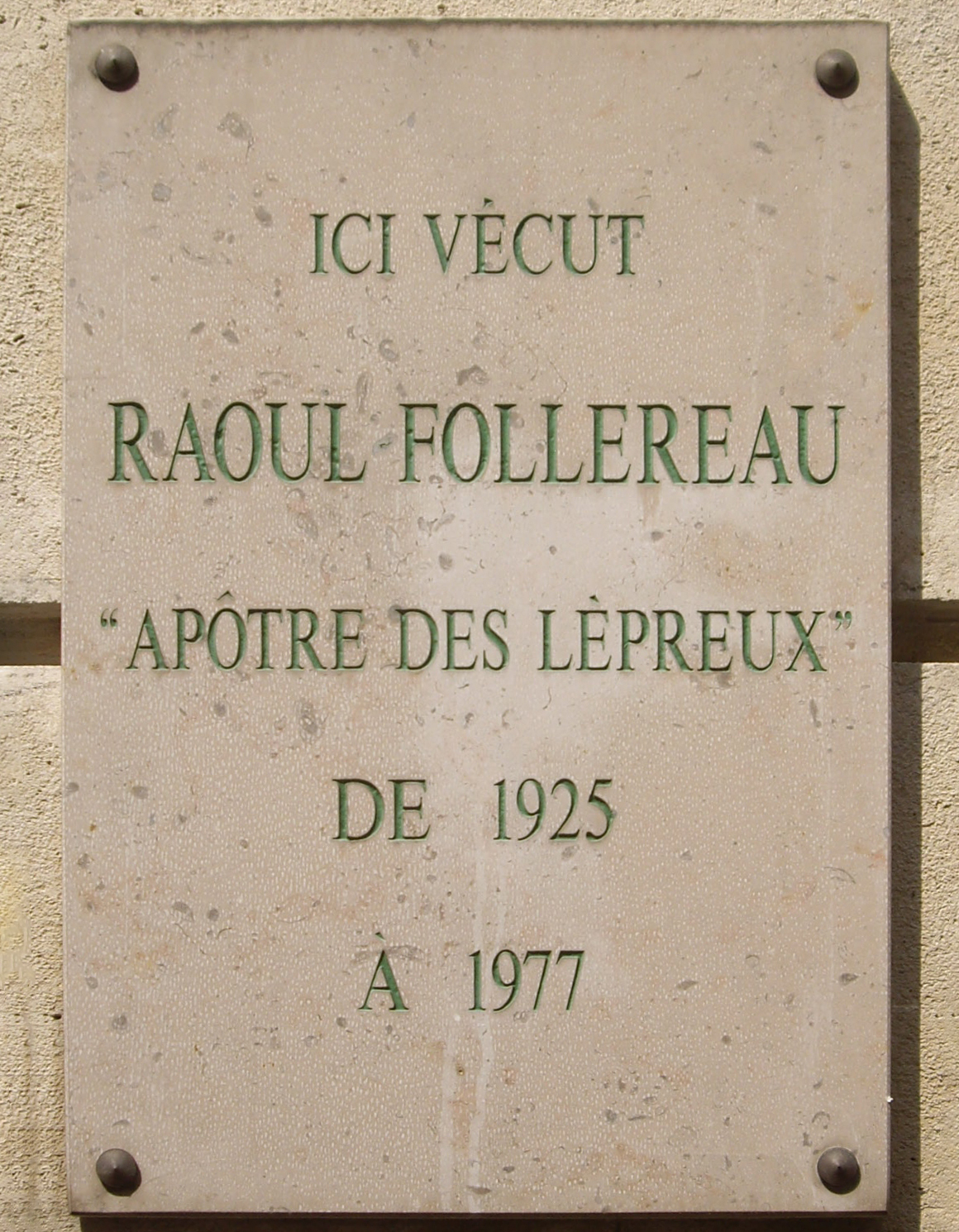
Plaque en hommage à Raoul Follereau au no 46.